# 天主教班吉總教區
天主教班吉總教區（拉丁語：Archidioecesis Banguensis）是中非共和國一個羅馬天主教教省總教區，下轄八個教區。是該國唯一一個總教區。
1909年5月8日設烏班吉沙里宗座監牧區，1937年12月2日升為代牧區，1955年9月14日升為總教區。
總教區包括首都班吉和翁貝拉-姆波科省，2006年有教友224,071人（佔轄區總人口23.2%）、廿五個堂區、七十六名司鐸。現任總主教為迪奥多内·恩扎帕兰加樞機。